# Phytomyza lateritia
Phytomyza lateritia är en tvåvingeart som först beskrevs av Camillo Rondani 1875.  Phytomyza lateritia ingår i släktet Phytomyza och familjen minerarflugor.
Artens utbredningsområde är Italien. Inga underarter finns listade i Catalogue of Life.